# BMI (motorfiets)

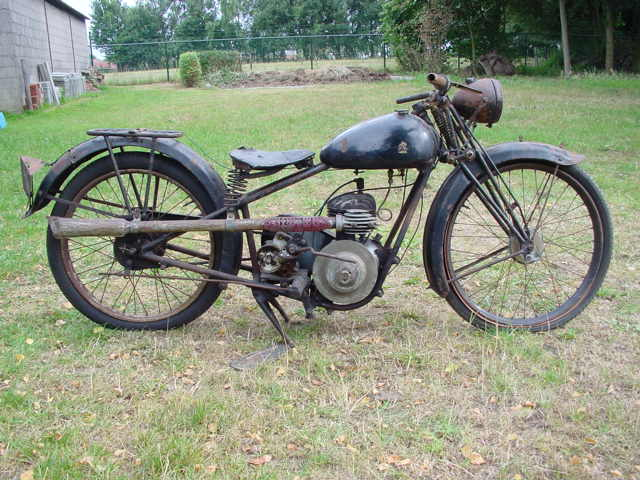
BMI produceerde alleen gemotoriseerde fietsen. Dit motorfietsje uit 1937 bleef dan ook in het prototype-stadium steken

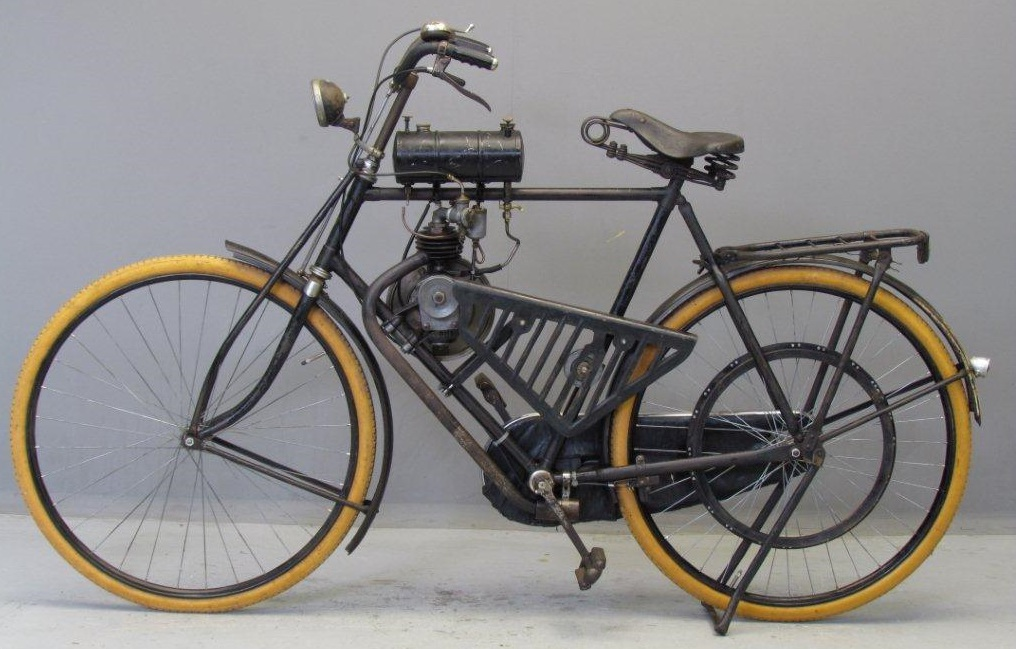
BMI uit 1935. De aandrijfriem ontbreekt, maar die was ook eenvoudig te verwijderen om te kunnen fietsen

BMI was vlak voor de Tweede Wereldoorlog een Nederlands merk van clip-on motoren.
BMI stond voor: Bilthovense Metaal Industrie (1934-1937). 
Het was een kleine Nederlandse fabriek van ingenieur Herman Beyerman, die fietsen met een 78 cc clip-on motortjes fabriceerde. Beyerman werkte als ingenieur bij Stork en kreeg daar toestemming om dit motortje te ontwikkelen. Toen het prototype klaar was zag zijn werkgever er echter geen brood in, waarna Beyerman ontslag nam en de productie zelf ter hand nam. In zijn ontslagcontract stond echter wel dat hij Stork voor elk verkocht blokje fl. 2,= schuldig was. In 1934 richtte Beyerman de Bilthovense Metaal Industrie op, in een voormalige koekfabriek aan de Rembrandtlaan.
De constructiekosten van het blokje moesten binnen de perken blijven. Daarom bestonden carter, cilinder en cilinderkop uit één stuk gietijzer. Het was een kop/zijklepmotor, waarvan de inlaatklep als snuffelklep was uitgevoerd. Boring en slag bedroegen 45 x 50 mm, waardoor de cilinderinhoud op 80 cc kwam. Het blokje kon ca. 2.000 toeren draaien. Er was een total loss smeersysteem toegepast: elke 10 kilometer moest de bestuurder de oliepomp uittrekken om wat olie in het blokje te spuiten. De blokjes werden los verkocht via rijwielhandelaren. Op een fiets gemonteerd was een topsnelheid van ca. 40 km/h haalbaar, terwijl het verbruik slechts 1:70 bedroeg. Al snel bleek dat het blokje niet alleen als hulpmotor voor fietsen te gebruiken was: het werd toegepast als aandrijving voor invalidenvoertuigjes, voor werkkarretjes bij de Nederlandse Spoorwegen en als buitenboordmotor. Een scharensliep ontdekte dat het vliegwiel geschikt was voor de aandrijving van een slijpsteen die op de bovenste stang van het fietsframe bevestigd was. Het blokje woog twaalf kilo en werd verkocht voor 95 gulden. Wie niet zelf wilde sleutelen kon door 60 gulden méér te betalen een complete gemotoriseerde fiets bestellen. Dan bouwde BMI het blokje in een Burgers-ENR fietsframe of een frame van de firma Senders, die ook aan de Rembrandtlaan in Bilthoven gevestigd was. 
Een commercieel succes werd de BMI motor echter niet. Feitelijk was het motortje bij zijn introductie al verouderd, terwijl bijvoorbeeld een 98 cc DKW Onder-de-zestiger slechts 60 gulden méér kostte. In 1936 werd het bedrijf verkocht aan een handelsonderneming, die echter in 1937 de stekker eruit trok. Beyerman had nog wel geprobeerd een complete motorfiets voor de onder-de-zestiger klasse te produceren, maar het bleef bij een prototype.
De verkoopslogan van BMI was Bouw zelf een Motor In. 